# Cracca tenuis
Cracca tenuis là một loài thực vật có hoa trong họ Đậu. Loài này được (Wall.) Kuntze mô tả khoa học đầu tiên năm 1891.